# 1936 en Inde
Chronologie de l'Inde
- 1932
- 1933
- 1934
- 1935
- 1936
- 1937
- 1938
- 1939
- 1940

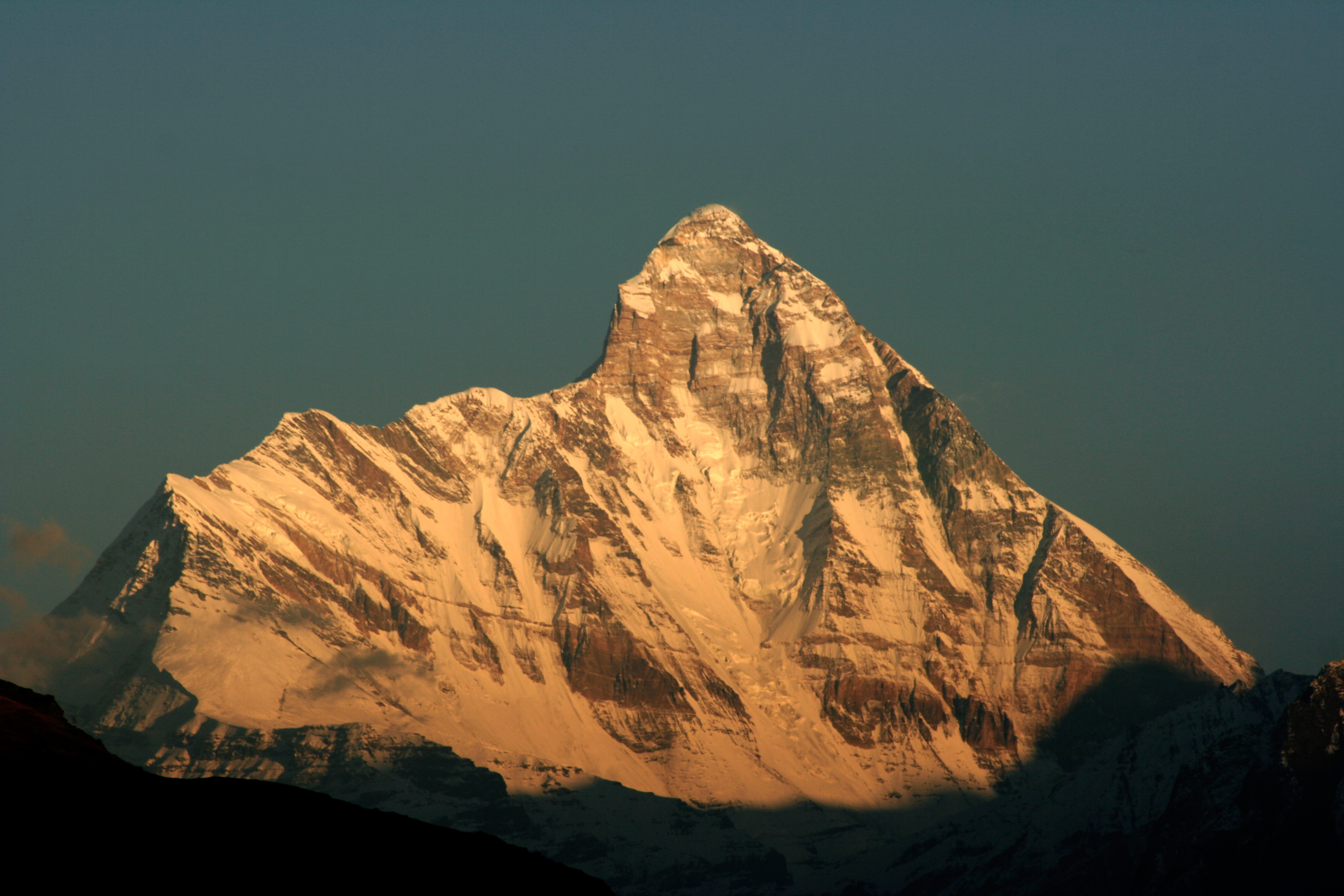
Une expédition atteint le sommet de la Nanda Devi, alors considérée comme la plus haute montagne du monde.

Cette page concerne les évènements survenus en 1936 en Inde  :

## Évènement
- 1er avril : Jour de l'Odisha (en), pour commémorer la création de l'État de l'Odisha.
- 29 août : Expédition de 1934 Shipton-Tilman de Nanda Devi (en) : Nanda Devi est une montagne himalayenne située dans le nord de l'Inde, juste à l'ouest du Népal. On pensait alors qu'elle était la plus haute montagne du monde. Eric Shipton, Bill Tilman et leurs trois sherpas parviennent au sommet.
- 15-18 octobre : Émeutes religieuses à Bombay.
- 12 novembre : Proclamation de l'accès au temple (en), qui abolit l'interdiction faite aux personnes dites de basse caste ou avarnas d'entrer dans les temples hindous de l'État princier de Travancore.
- 28 décembre : Le Congrès national indien rejette la nouvelle Constitution.

## Cinéma
Sortie de films : 
- Achhut Kanya
- Amar Jyoti (en)
- Deccan Queen (en)
- Do Diwane (en)
- Grama Kanya (en)
- Hamari Betiyan (en)
- Hind Mahila (en)
- Janmabhoomi (en)
- Jeevan Lata (en)
- Jeevan Naiya (en)
- Karodpati (en)
- Manmohan (en)
- Manzil (en)
- Miss Frontier Mail (en)
- Pujarin (en)
- Rajput Ramani (en)
- Said-e-Havas (en)
- Sarala (en)

## Littérature
- Godaan (en), roman de Munshi Premchand.

## Création
- All India Radio
- The Azad, quotidien.

## Dissolution
- Awadh Punch (en), journal du week-end satirique.
- Nebula (magazine) (en)
- Stri Dharma (en), magazine.

## Naissance
- Anand (en), écrivain.
- Jyotindra Nath Dixit (en), personnalité politique.
- Bannanje Govindacharya (en), philosophe.
- Indu Jain (en), philanthrope.
- Prabhash Joshi (en), journaliste.
- Abdul Qadeer Khan, scientifique.
- Satish Kumar,  activiste, éditeur et promoteur de la simplicité volontaire.
- Ismail Merchant, producteur et réalisateur de cinéma.
- Nutan, actrice.
- Mufti Mohammad Sayeed (en), personnalité politique.
- Vyjayanthimala, actrice et chanteuse carnatique.

## Décès
- Vishnu Narayan Bhatkhande (en), musicologue.
- Bhikaiji Cama, activiste pour l'indépendance de l'Inde.
- Munshi Premchand, écrivain.